# ستيفن فيرويذر
ستيفن فيرويذر هو موسيقي كندي، ولد في 29 ديسمبر 1977.